# Jauldes
Jauldes (prononcer [ ʒod]) est une commune du Sud-Ouest de la France, située dans le département de la Charente (région Nouvelle-Aquitaine).
La commune de Jauldes fait partie du Grand Angoulême.
Ses habitants sont les Jauldois et les Jauldoises.

## Géographie

### Localisation et accès
Jauldes est située à 17 km nord d'Angoulême. Le bourg est aussi à 11 km au nord-ouest de La Rochefoucauld, le chef-lieu de son canton, 10 km de Saint-Amant-de-Boixe et 12 km de Mansle.
Jauldes est à 6 km à l'est de la RN 10. Elle est traversée par la D 11 qui va de la N 10 à Anais jusqu'à Chasseneuil. La D 91 la relie aussi à Angoulême par Brie et l'aéroport d'Angoulême qui est à 7 km.

### Hameaux et lieux-dits
Cherves au sud, Treillis et chez Renard au nord sont les hameaux les plus importants de la commune, qui en compte d'autres plus petits : l'Age, Cussac, la Mornière, Margnac, Magnac, Nouailles, la Motte, le Bois, le Petit Cherves, chez Forgeau, etc..

### Communes limitrophes
| Tourriers | Aussac-Vadalle | Coulgens    |
| Anais     | Jauldes        | La Rochette |
|           | Brie           | Agris       |

### Géologie et relief
Le sol est constitué de calcaire datant du Jurassique supérieur (Oxfordien à l'est et Kimméridgien à l'ouest), et fait partie du karst de La Rochefoucauld,,.
Le relief de la commune est celui d'un plateau, celui de Braconne-Boixe, d'une altitude moyenne de 120 m et légèrement bombé selon un axe nord-sud. Le point culminant du territoire communal est à une altitude de 151 m, situé à l'ouest du bourg et au nord de l'Âge. Le point le plus bas est à 82 m, situé en limite sud-ouest près du bourg d'Anais. Le bourg de Jauldes est à 123 m d'altitude.

### Hydrographie

#### Réseau hydrographique

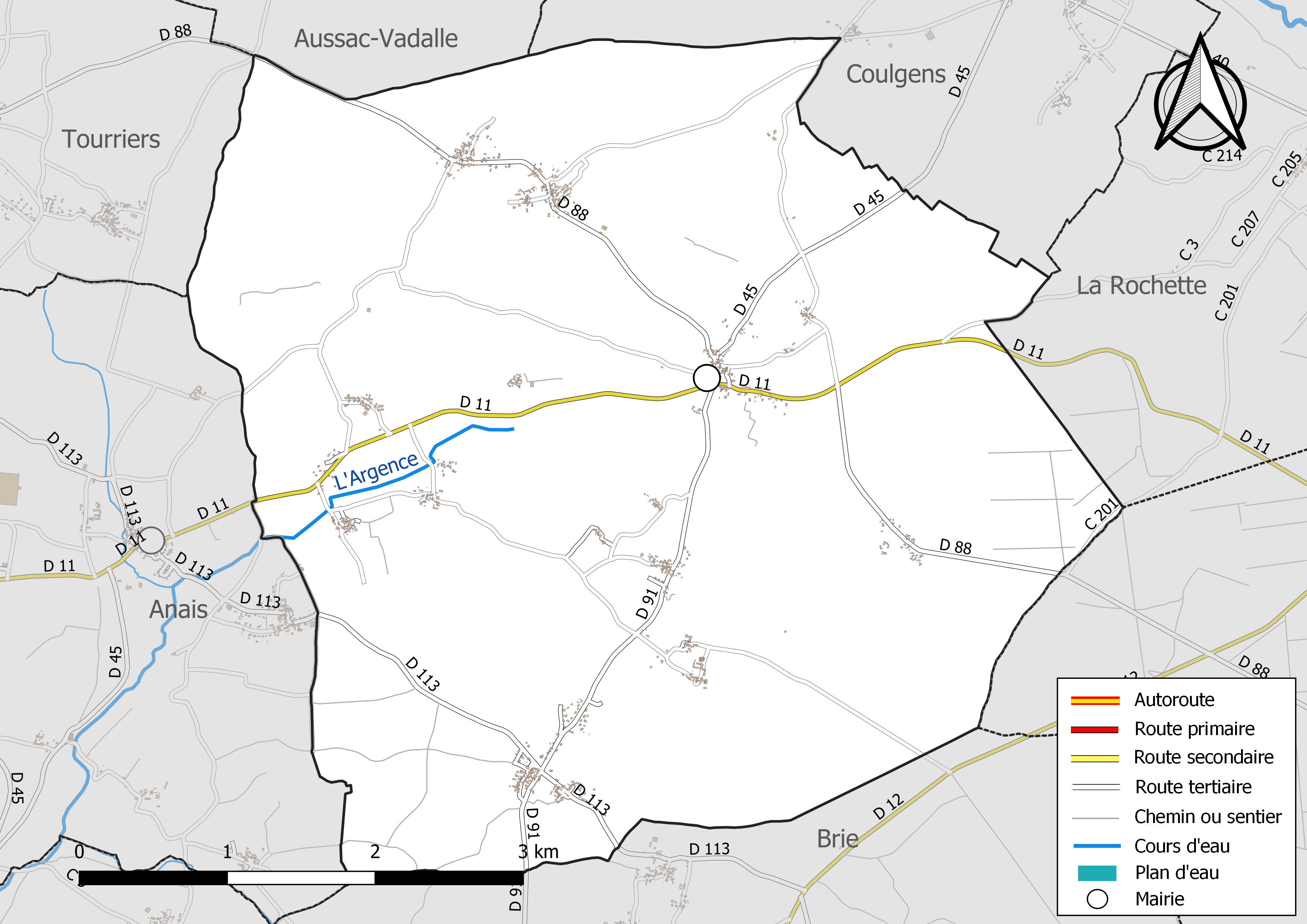
Réseaux hydrographique et routier de Jauldes.

La commune est située dans le bassin versant de la Charente au sein  du Bassin Adour-Garonne. Elle est drainée par l'Argence,.
Le terrain karstique fait qu'aucun cours d'eau ne traverse la commune. On peut toutefois signaler au sud-ouest de la commune le ruisseau du Moulin des Rivauds qui prend sa source près de la Mercerie et coule en direction d'Anais, où il forme l'Argence, affluent de la Charente à Balzac.

#### Gestion des eaux
Le territoire communal est couvert par le schéma d'aménagement et de gestion des eaux (SAGE) « Charente ». Ce document de planification, dont le territoire correspond au bassin de la Charente, d'une superficie de 9 300 km2, a été approuvé le 19 novembre 2019. La structure porteuse de l'élaboration et de la mise en œuvre est l'établissement public territorial de bassin Charente. Il définit sur son territoire les objectifs généraux d’utilisation, de mise en valeur et de protection quantitative et qualitative des ressources en eau superficielle et souterraine, en respect des objectifs de qualité définis dans le troisième SDAGE  du Bassin Adour-Garonne qui couvre la période 2022-2027, approuvé le 10 mars 2022.

### Climat
Comme dans les trois quarts sud et ouest du département, le climat est océanique aquitain.

## Urbanisme

### Typologie
Au 1er janvier 2024, Jauldes est catégorisée commune rurale à habitat dispersé, selon la nouvelle grille communale de densité à 7 niveaux définie par l'Insee en 2022.
Elle est située hors unité urbaine. Par ailleurs la commune fait partie de l'aire d'attraction d'Angoulême, dont elle est une commune de la couronne,. Cette aire, qui regroupe 94 communes, est catégorisée dans les aires de 50 000 à moins de 200 000 habitants,.

### Occupation des sols
L'occupation des sols de la commune, telle qu'elle ressort de la base de données européenne d’occupation biophysique des sols Corine Land Cover (CLC), est marquée par l'importance des territoires agricoles (70,1 % en 2018), une proportion sensiblement équivalente à celle de 1990 (69,3 %). La répartition détaillée en 2018 est la suivante : terres arables (51,4 %), forêts (28,8 %), zones agricoles hétérogènes (17,6 %), zones urbanisées (1,1 %), prairies (1,1 %). L'évolution de l’occupation des sols de la commune et de ses infrastructures peut être observée sur les différentes représentations cartographiques du territoire : la carte de Cassini (XVIIIe siècle), la carte d'état-major (1820-1866) et les cartes ou photos aériennes de l'IGN pour la période actuelle (1950 à aujourd'hui).

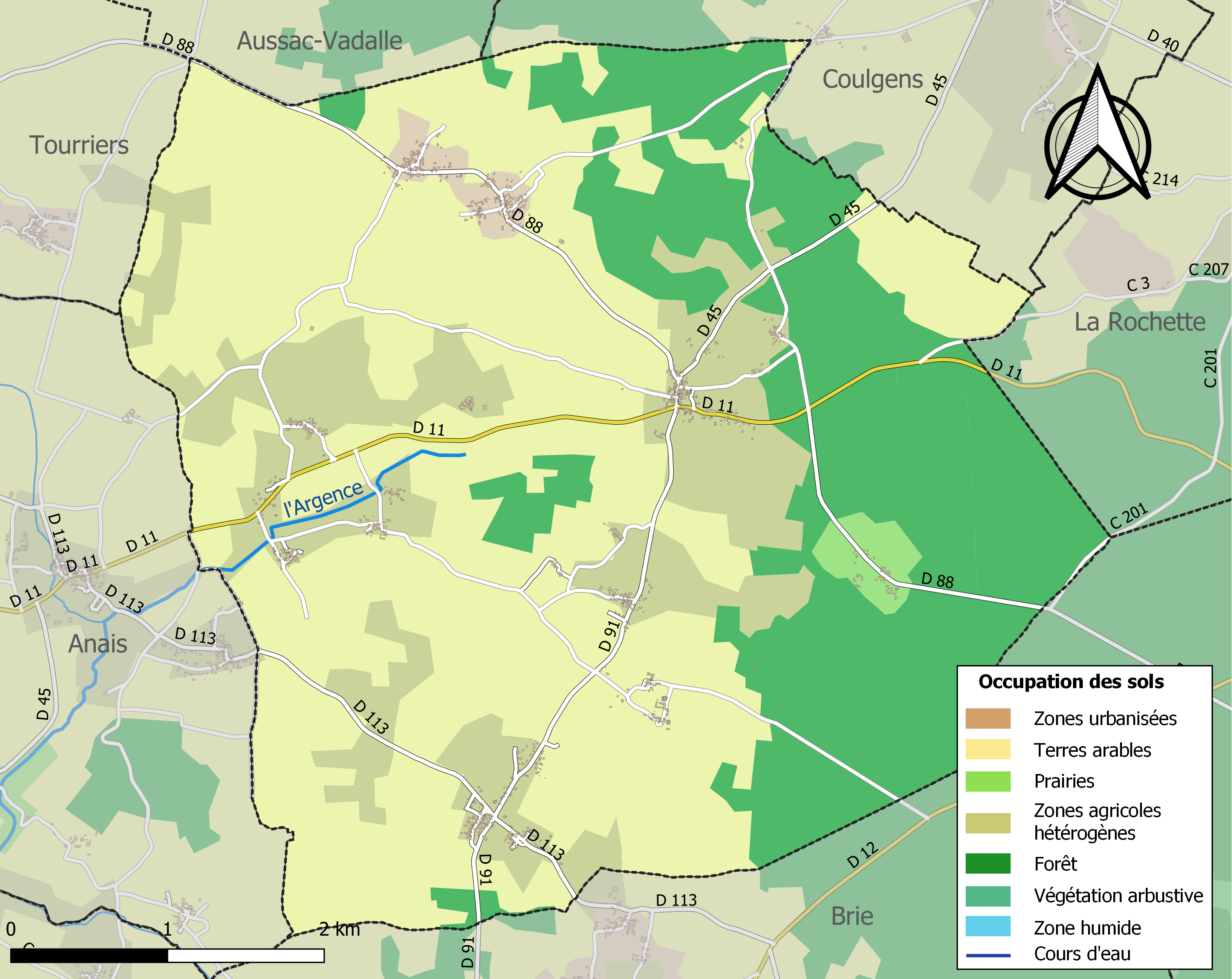
Carte des infrastructures et de l'occupation des sols de la commune en 2018 (CLC).

### Risques majeurs
Le territoire de la commune de Jauldes est vulnérable à différents aléas naturels : météorologiques (tempête, orage, neige, grand froid, canicule ou sécheresse), inondations, feux de forêts et séisme (sismicité modérée). Il est également exposé à un risque technologique, le transport de matières dangereuses. Un site publié par le BRGM permet d'évaluer simplement et rapidement les risques d'un bien localisé soit par son adresse soit par le numéro de sa parcelle.

#### Risques naturels
Certaines parties du territoire communal sont susceptibles d’être affectées par le risque d’inondation par ruissellement et coulée de boue, notamment l'Argence. La commune a été reconnue en état de catastrophe naturelle au titre des dommages causés par les inondations et coulées de boue survenues en 1982, 1983, 1999 et 2008,.
Jauldes est exposée au risque de feu de forêt du fait de la présence sur son territoire de la forêt domaniale de la Braconne. Un plan départemental de protection des forêts contre les incendies (PDPFCI) a été élaboré pour la période 2017-2026, faisant suite à un plan 2007-2016. Les mesures individuelles de prévention contre les incendies sont précisées par divers arrêtés préfectoraux et s’appliquent dans les zones exposées aux incendies de forêt et à moins de 200 mètres de celles-ci. L’arrêté du 3 mai 2016 règlemente l'emploi du feu en interdisant notamment d’apporter du feu, de fumer et de jeter des mégots de cigarette dans les espaces sensibles et sur les voies qui les traversent sous peine de sanctions. L'arrêté du 27 décembre 2019 rend le débroussaillement obligatoire, incombant au propriétaire ou ayant droit,,,.

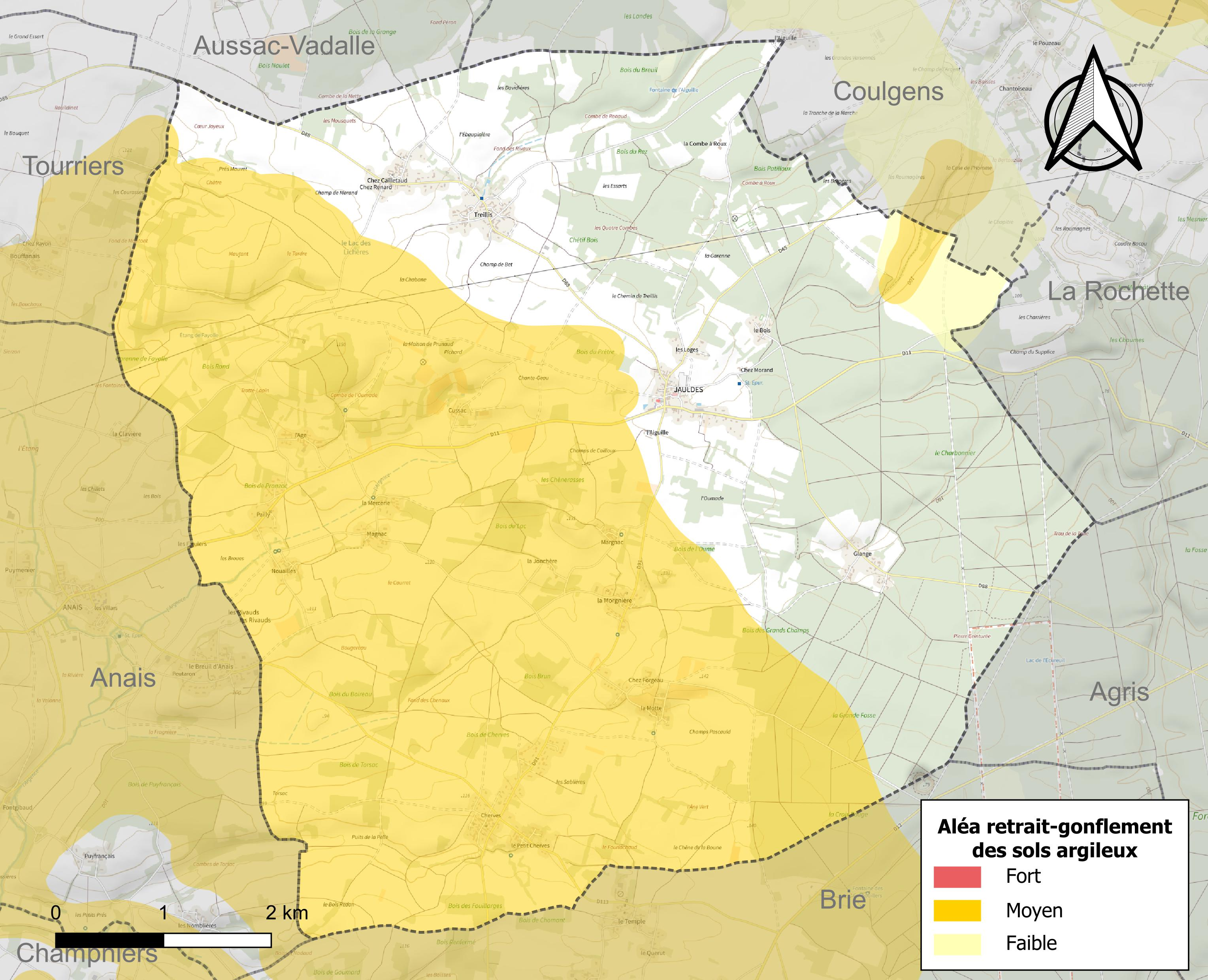
Carte des zones d'aléa retrait-gonflement des sols argileux de Jauldes.

Le retrait-gonflement des sols argileux est susceptible d'engendrer des dommages importants aux bâtiments en cas d’alternance de périodes de sécheresse et de pluie. 56,4 % de la superficie communale est en aléa moyen ou fort (67,4 % au niveau départemental et 48,5 % au niveau national). Sur les 397 bâtiments dénombrés sur la commune en 2019, 216 sont en aléa moyen ou fort, soit 54 %, à comparer aux 81 % au niveau départemental et 54 % au niveau national. Une cartographie de l'exposition du territoire national au retrait gonflement des sols argileux est disponible sur le site du BRGM,.
Par ailleurs, afin de mieux appréhender le risque d’affaissement de terrain, l'inventaire national des cavités souterraines permet de localiser celles situées sur la commune.
Concernant les mouvements de terrains, la commune a été reconnue en état de catastrophe naturelle au titre des dommages causés par des mouvements de terrain en 1999.

#### Risques technologiques
Le risque de transport de matières dangereuses sur la commune est lié à sa traversée par une ou des infrastructures routières ou ferroviaires importantes ou la présence d'une canalisation de transport d'hydrocarbures. Un accident se produisant sur de telles infrastructures est susceptible d’avoir des effets graves sur les biens, les personnes ou l'environnement, selon la nature du matériau transporté. Des dispositions d’urbanisme peuvent être préconisées en conséquence.

## Toponymie
Les formes anciennes sont Jaldis en 1296, Jaudis en 1296, Gaudes au XIe siècle, puis Jaudes
Le nom de Jauldes tirerait son origine d'un domaine agricole gallo-romain, la villa Gallita ou Galata,.

### Limite linguistique
La commune est dans la langue d'oïl (domaine du saintongeais), et marque la limite avec le domaine occitan (dialecte marchois) à l'est.

## Histoire
Deux anciennes voies romaines traversent la commune, et se coupent à l'Aiguille (commune de Coulgens). La via Agrippa de Saintes à Lyon par Limoges fait la limite nord de la commune, et la voie d'Angoulême à Bourges par Argenton passe à l'ouest du bourg, à Chante-Geau.
À partir du XIIe siècle, Jauldes était un des 13 archiprêtrés de l'Angoumois. À la veille de la Révolution, cet important archiprêtré comportait huit paroisses.
Il fut d'abord rattaché à la châtellenie de Montignac. Jauldes passa sous domination des La Rochefoucauld au XIVe siècle.
Le château de Fayolle, fief de la baronnie de La Rochefoucauld en 1560, aux mains des Tison d'Argence depuis 1486 puis des Lubersac depuis 1535 a été détruit à la Révolution.
L'église, du XIIIe siècle, a été brûlée par les huguenots conduits par le prince de Condé et le comte de La Rochefoucauld en 1568 et seule la coupole fut épargnée. Elle a été restaurée en 1875 et, sous le crépi, on a retrouvé les pierres calcinées. Elle fut temple décadaire à la Révolution.
Les registres de l'état civil remontent à 1684.
Pendant la première moitié du XXe siècle, la commune était desservie par la petite ligne ferroviaire d'intérêt local à voie métrique des Chemins de fer économiques des Charentes allant d'Angoulême à Confolens par Saint-Angeau appelée le Petit Mairat.
Le 19 juin 1944, une forteresse volante B-17 attaquée par un chasseur allemand stationné sur la base de Cognac, explose et se désintègre. Les trois aviateurs américains rescapés restèrent quelques jours dans la ferme de Puycharreau, sur la commune de Sainte-Colombe, avant d'être récupérés par le maquis de Bir Hacheim du commandant Chabanne. Une petite stèle où sont gravés les noms des sept disparus commémore sur la commune de Jauldes cet événement.

## Administration
Jauldes était chef-lieu de canton à sa création en 1793. Elle passe dans le canton de La Rochefoucauld en 1801.
| Période                                  | Période  | Identité          | Étiquette | Qualité        |
| ---------------------------------------- | -------- | ----------------- | --------- | -------------- |
| Les données manquantes sont à compléter. |          |                   |           |                |
| avant 1978                               | ?        | Edmond Fradet     | PS        |                |
| 1993                                     | 2008     | Michel Boulesteix | PS        |                |
| 2008                                     | 2020     | Éric Savin        | SE        | Chef de projet |
| 2020                                     | En cours | Sébastien Boivent |           | Professeur     |

## Démographie

### Évolution démographique
L'évolution du nombre d'habitants est connue à travers les recensements de la population effectués dans la commune depuis 1800. Pour les communes de moins de 10 000 habitants, une enquête de recensement portant sur toute la population est réalisée tous les cinq ans, les populations de référence des années intermédiaires étant quant à elles estimées par interpolation ou extrapolation. Pour la commune, le premier recensement exhaustif entrant dans le cadre du nouveau dispositif a été réalisé en 2008.

En 2022, la commune comptait 832 habitants, en évolution de +5,32 % par rapport à 2016 (Charente : −0,48 %, France hors Mayotte : +2,11 %).
| 1800  | 1806  | 1821  | 1831  | 1841  | 1846  | 1851  | 1856  | 1861  |
| ----- | ----- | ----- | ----- | ----- | ----- | ----- | ----- | ----- |
| 1 180 | 1 209 | 1 294 | 1 412 | 1 326 | 1 268 | 1 283 | 1 200 | 1 210 |

| 1866  | 1872  | 1876  | 1881  | 1886 | 1891 | 1896 | 1901 | 1906 |
| ----- | ----- | ----- | ----- | ---- | ---- | ---- | ---- | ---- |
| 1 150 | 1 119 | 1 122 | 1 063 | 932  | 843  | 814  | 715  | 733  |

| 1911 | 1921 | 1926 | 1931 | 1936 | 1946 | 1954 | 1962 | 1968 |
| ---- | ---- | ---- | ---- | ---- | ---- | ---- | ---- | ---- |
| 639  | 648  | 656  | 640  | 618  | 550  | 570  | 552  | 542  |

| 1975 | 1982 | 1990 | 1999 | 2006 | 2008 | 2013 | 2018 | 2022 |
| ---- | ---- | ---- | ---- | ---- | ---- | ---- | ---- | ---- |
| 521  | 577  | 606  | 612  | 701  | 726  | 772  | 812  | 832  |

### Pyramide des âges
La population de la commune est relativement jeune.
En 2018, le taux de personnes d'un âge inférieur à 30 ans s'élève à 32 %, soit au-dessus de la moyenne départementale (30,2 %). À l'inverse, le taux de personnes d'âge supérieur à 60 ans est de 24,6 % la même année, alors qu'il est de 32,3 % au niveau départemental.
En 2018, la commune comptait 423 hommes pour 389 femmes, soit un taux de 52,09 % d'hommes, largement supérieur au taux départemental (48,41 %).
Les pyramides des âges de la commune et du département s'établissent comme suit.
| Hommes | Classe d’âge | Femmes |
| ------ | ------------ | ------ |
| 0,5    | 90 ou +      | 1,0    |
| 5,0    | 75-89 ans    | 7,5    |
| 18,4   | 60-74 ans    | 17,0   |
| 20,3   | 45-59 ans    | 22,6   |
| 22,7   | 30-44 ans    | 21,1   |
| 13,0   | 15-29 ans    | 14,7   |
| 20,1   | 0-14 ans     | 16,2   |

| Hommes | Classe d’âge | Femmes |
| ------ | ------------ | ------ |
| 1      | 90 ou +      | 2,7    |
| 9,2    | 75-89 ans    | 12     |
| 20,6   | 60-74 ans    | 21,3   |
| 20,7   | 45-59 ans    | 20,3   |
| 16,8   | 30-44 ans    | 16     |
| 15,6   | 15-29 ans    | 13,4   |
| 16,1   | 0-14 ans     | 14,3   |

### Remarques
C'est la fin du XIXe siècle qui a vu Jauldes perdre la moitié de sa population et passer de 1412 à 715 habitants. La population s'est stabilisée dans les années 1970 puis elle est en hausse depuis les années 1980.

## Économie

### Agriculture
La viticulture occupe une partie négligeable de l'activité agricole. La commune est cependant classée dans les Fins Bois, dans la zone d'appellation d'origine contrôlée du cognac.

### Commerces
Les commerces sont un multiple rurale faisant office d'épicerie et de café et une boulangerie
Les artisans sont un menuisier, un maçon, un électricien et un plâtrier.
Depuis trois générations, l'entreprise familiale Tallon propose semences, produits phytosanitaires, engrais et lubrifiants mécaniques aux agriculteurs et aux particuliers.
Il y a un expert-comptable et une sophrologue.
Un élevage de gibier, une pension pour chiens et chats, des agriculteurs, un producteur de vin de Pays charentais, un autre de grains et fourrages complètent les activités. La commune compte aussi une coopérative agricole située à la sortie Est du bourg, sur la RD 11.

## Équipements, services et vie locale

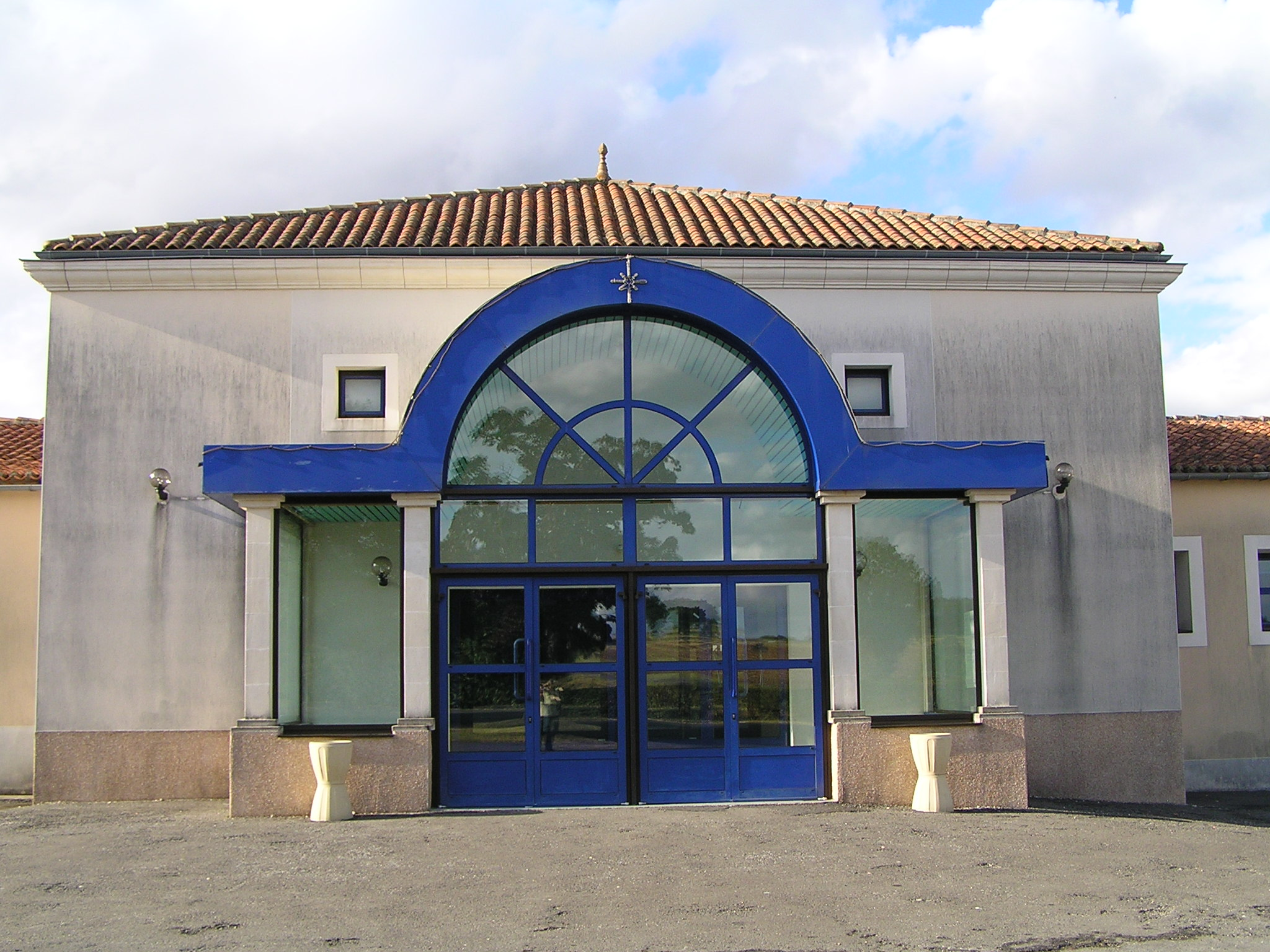
Salle des fêtes.

### Enseignement
L'école est un regroupement pédagogique intercommunal (RPI) entre Coulgens et Jauldes. Jauldes accueille l'école primaire et Coulgens l'école élémentaire. L'école de Jauldes comporte deux classes de maternelle et une classe d'élémentaire. Le secteur du collège est Saint-Amant-de-Boixe.
Il y a une cantine et un service de ramassage scolaire.

### Vie locale
Les associations sportives sont la Gym douce jauldoise, la Société de chasse, l'Entente pongiste de Tourriers-Jauldes et Jauldes Sports et Loisirs (Marche nordique, VTT, cyclotourisme, gym tonic, qi Gong).
Les associations culturelles et artistiques sont la fanfare Les enfants de la Braconne et les peintres de Bandiat-Tardoire.
Les autres associations sont le Comité de jumelage (Jauldes - Jurignac - Schœneck), l'Amicale intercommunale des parents d'élèves, l'Association des parents d'élèves, l'Association des anciens combattants, le Club des aînés, APPSE Persona (socio-esthétique) et Les Ryres en Nez Veillent (yoga du rire).

### Cultes
L'église paroissiale Saint-Martin est aussi régulièrement que possible desservie par le clergé du diocèse catholique-romain d'Angoulême.
L'oratoire de la "Maison Notre-Dame" est desservi depuis de nombreuses années le 2e et le 4e dimanche de chaque mois par le clergé de l'Église syro-orthodoxe francophone Malankare,.

## Lieux et monuments

### Patrimoine religieux
L'église paroissiale Saint-Martin possède un tabernacle en bois doré du XVIIe siècle montrant saint Christophe, saint Roch, le jardin des oliviers, la flagellation du Christ et le Christ en croix qui a été classé monument historique à titre objet en 1911.
Elle a gardé son caractère massif et défensif, ses groupes de chapiteaux anciens à feuille d’eau, sobres et au dessin fruste, sa façade, ornée de frises et de colonnettes et sa nef romane, primitive et sombre.
Une plaque de marbre témoigne de la mémoire du père de La Brosse, enfant du pays, missionnaire au Canada encore appelé Nouvelle France (1724-1782). Le vitrail de la Charité saint Martin au-dessus de l'autel est l'un de ses dons à l'église.

Église Saint-Martin
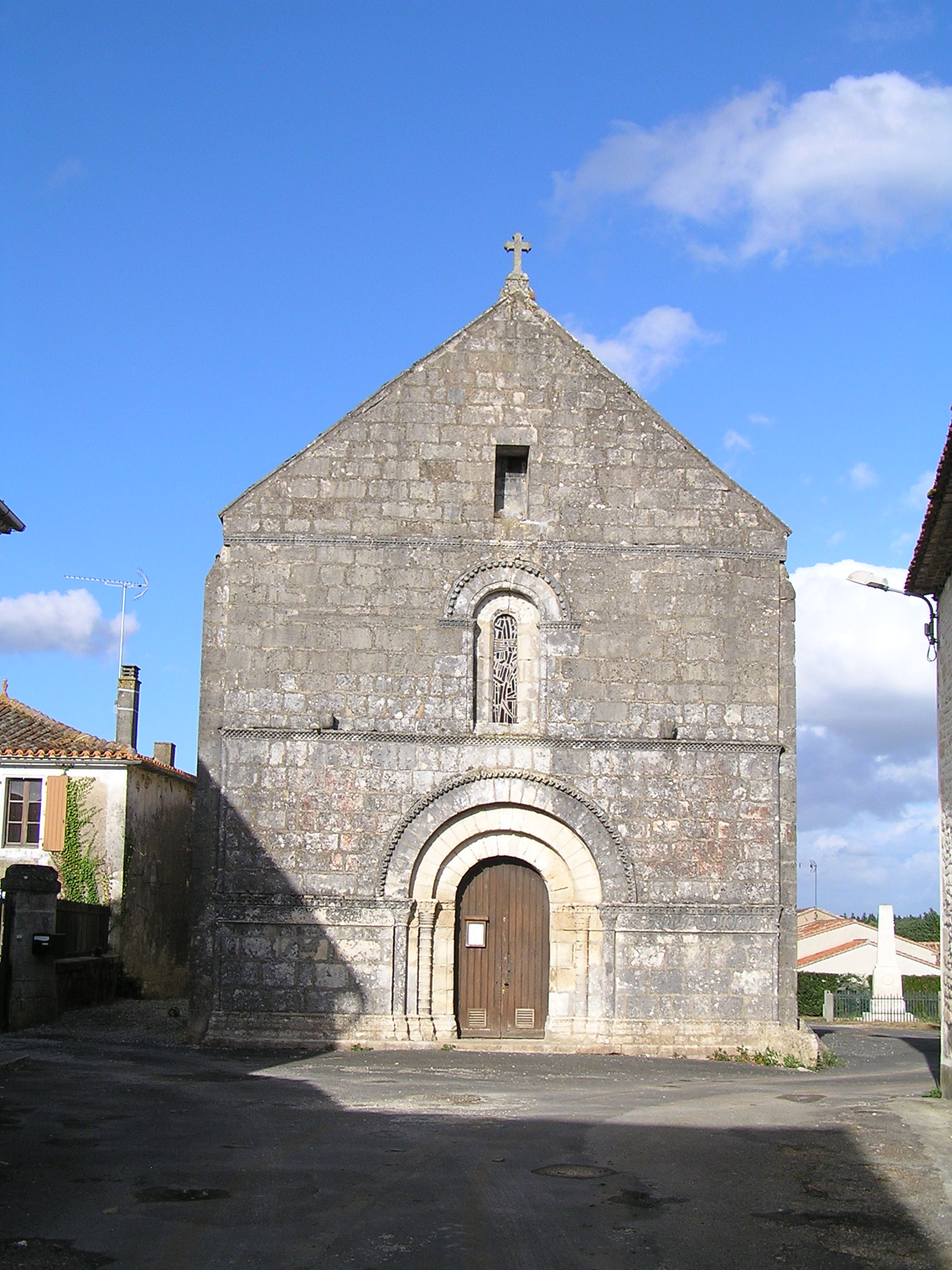
Église.
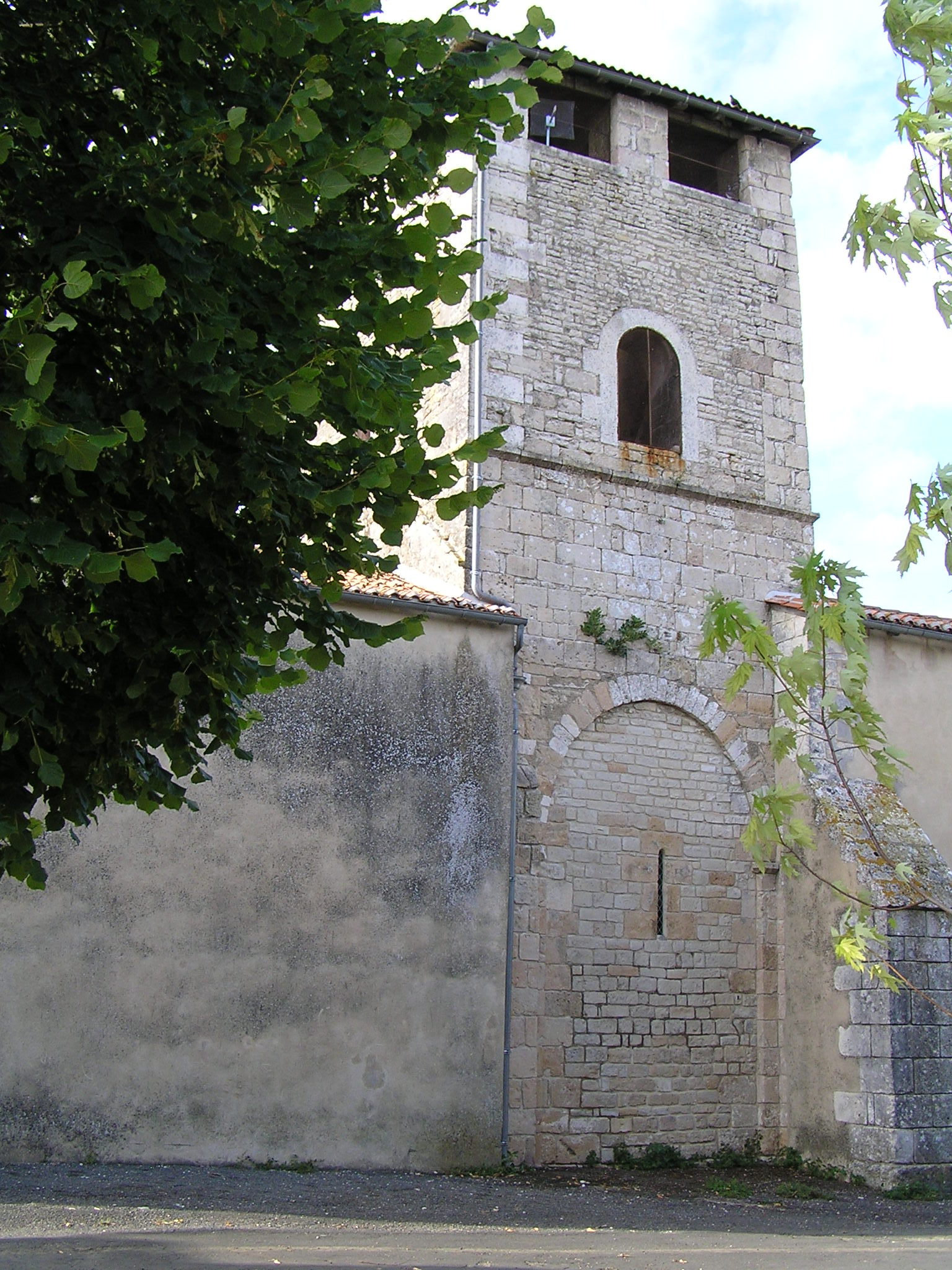
Son clocher.
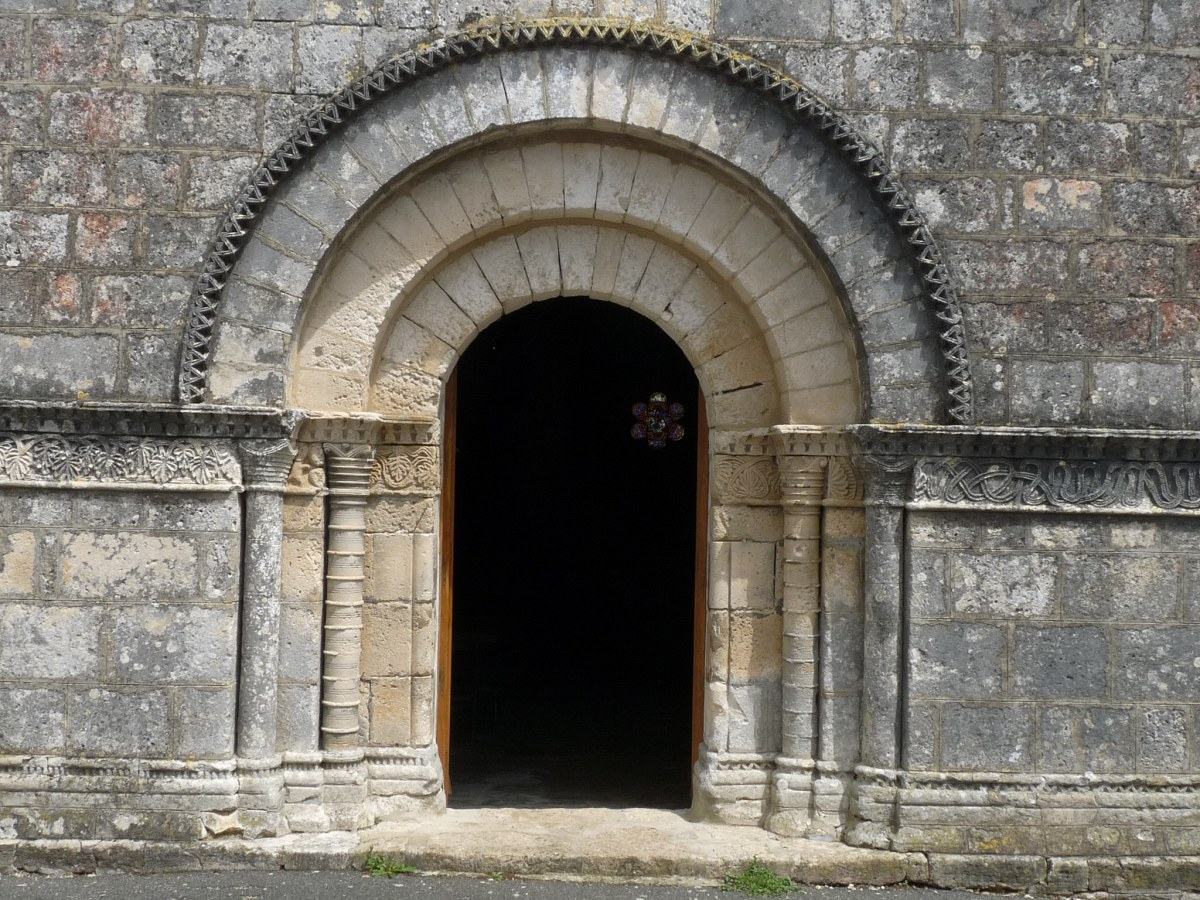
Le portail.
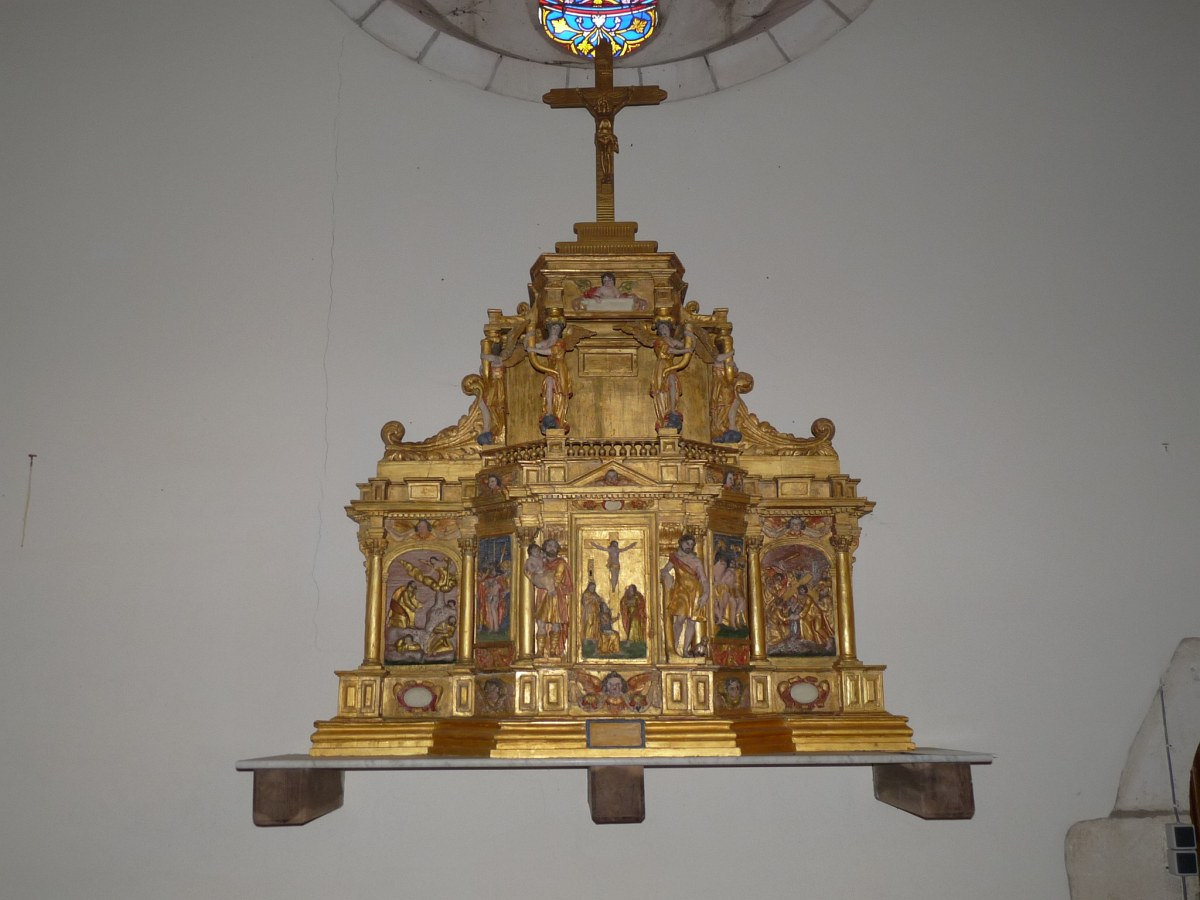
Le tabernacle.
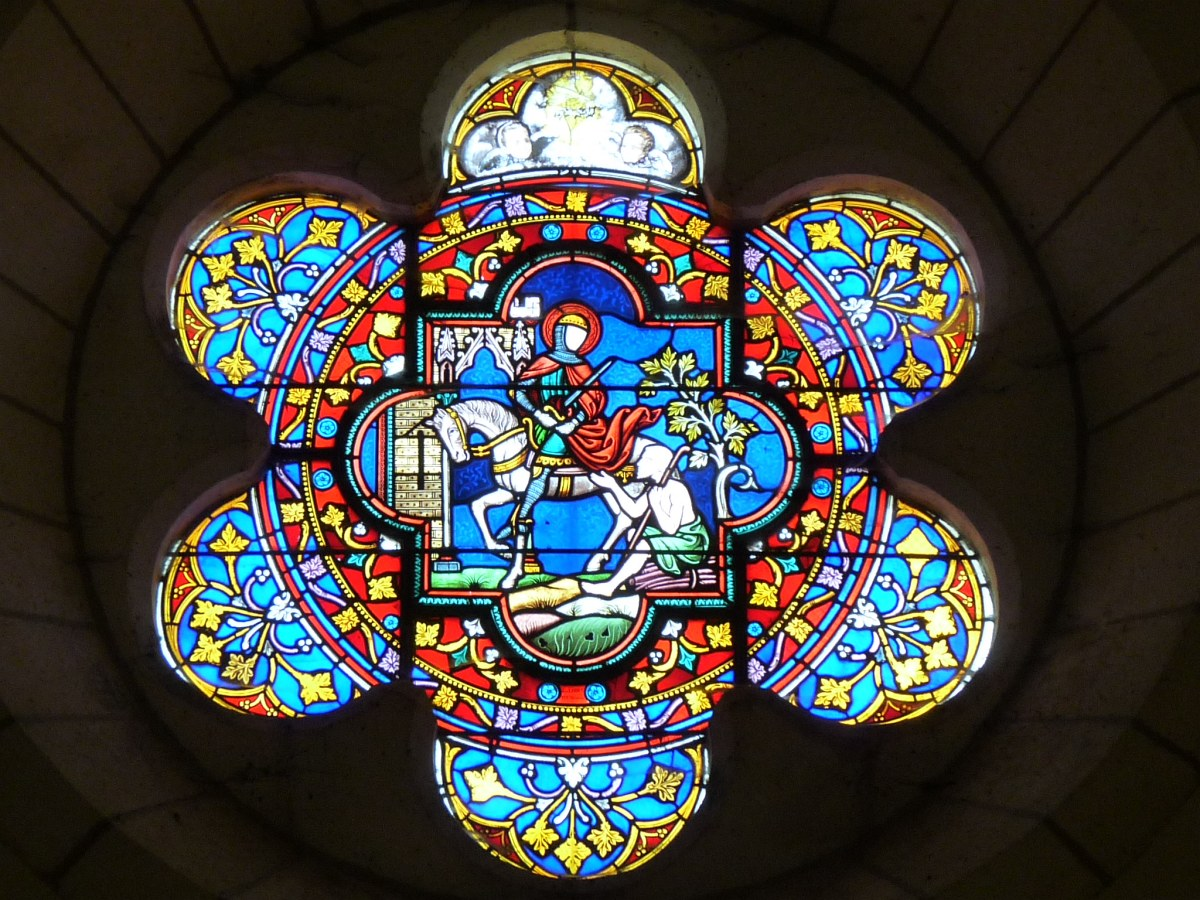
La rosace et le vitrail.

### Patrimoine civil

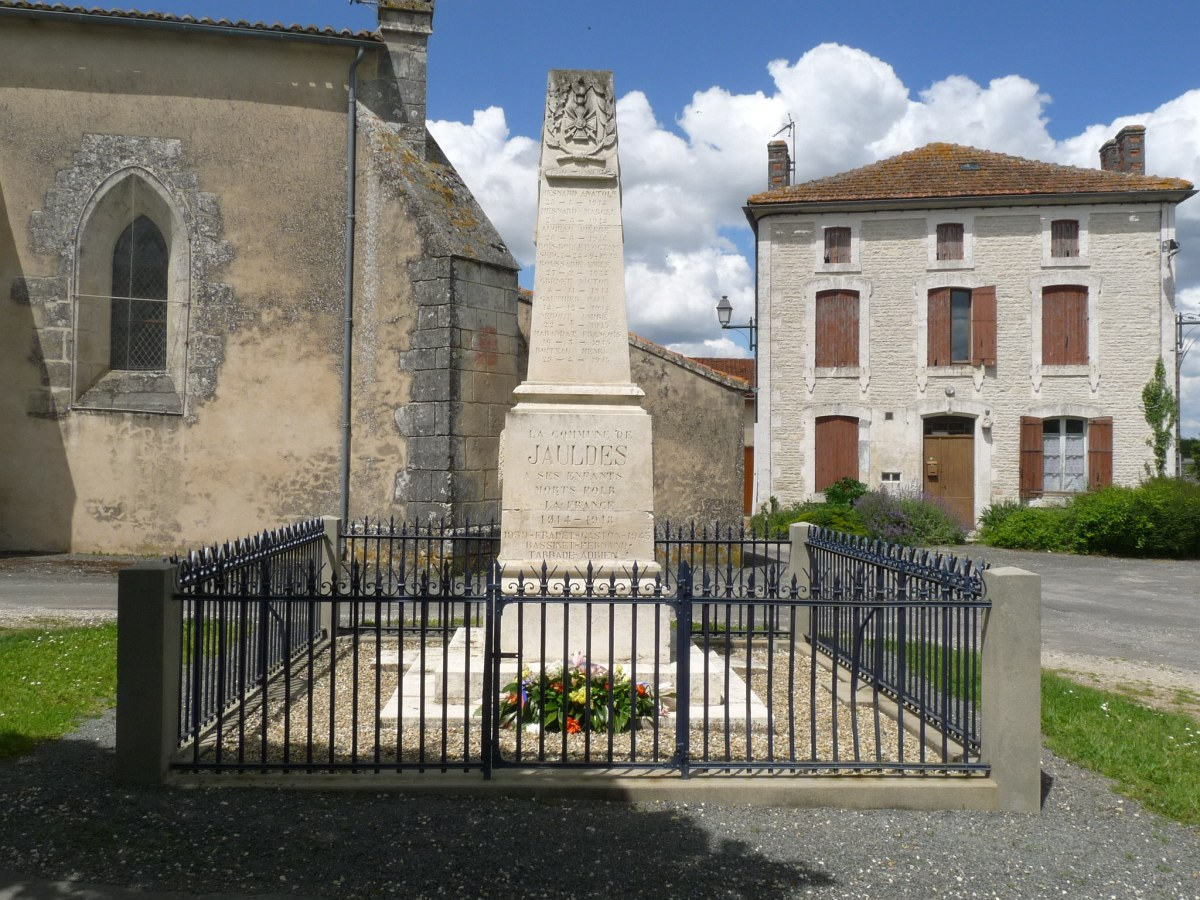
Monument aux morts.
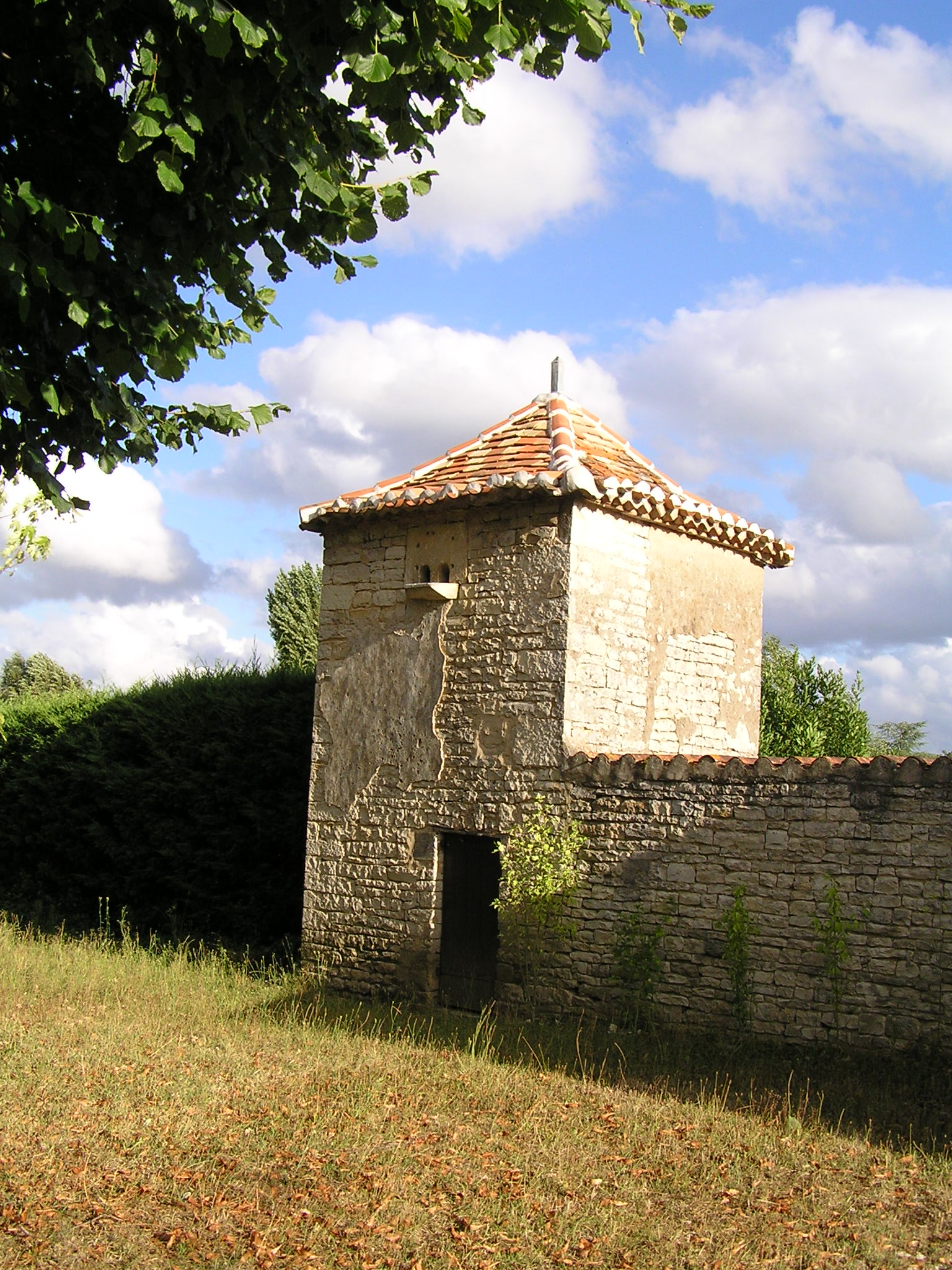
Pigeonnier.

### Patrimoine naturel
Une partie du site classé du gouffre de la Grande Fosse situé dans la forêt domaniale de la Braconne se trouve sur la commune.

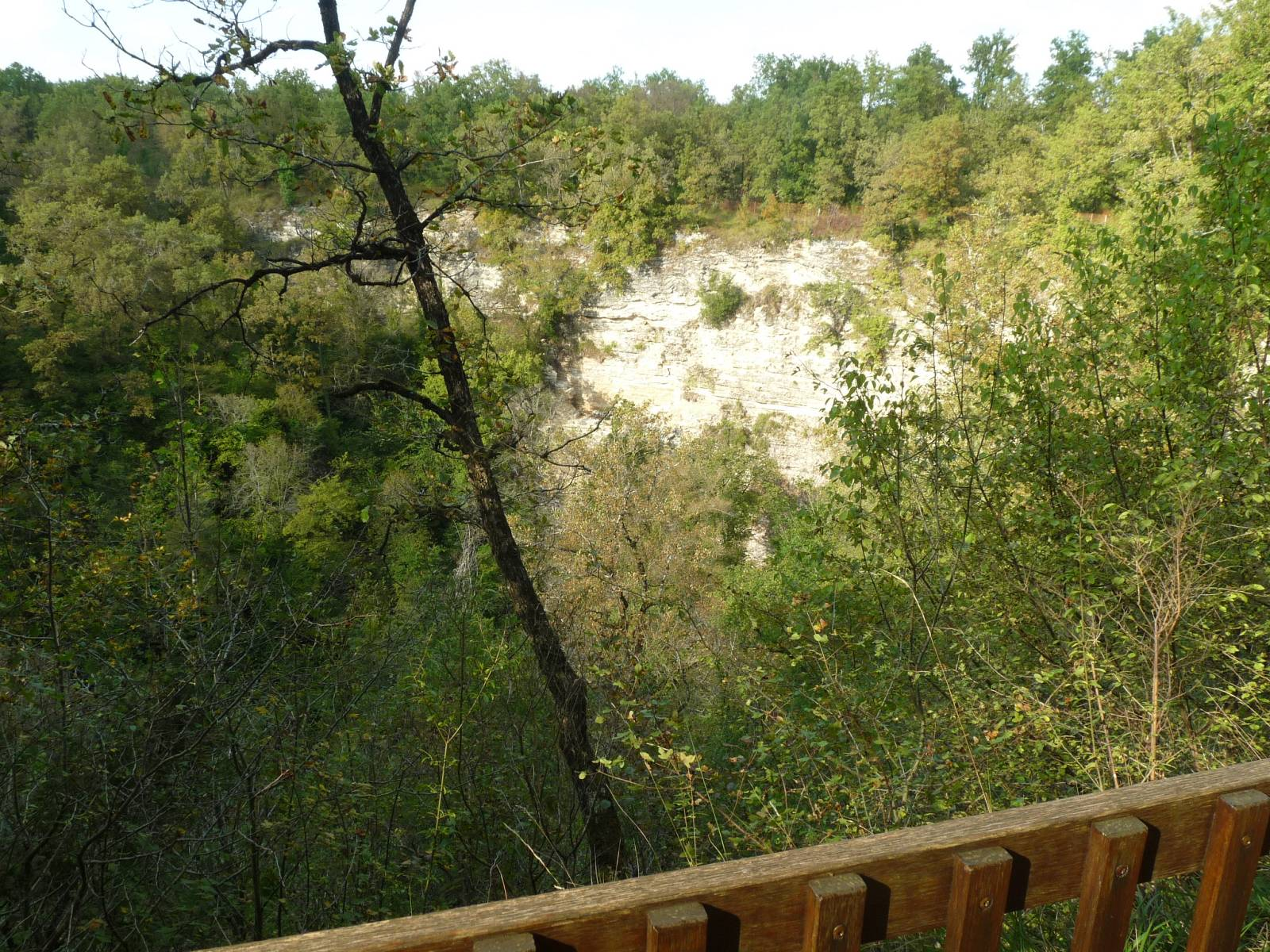
La Grande Fosse.

## Personnalités liées à la commune
- Le Père de La Brosse [30 avril 1724 - 1782], né au hameau de Magnac, dernier missionnaire de la communauté de Jésus de Tadoussac, partit au Québec à partir de 1756.